# Claus D.
Claus D. är en tysk bogserbåt, som byggdes på Schiffswerfte und Machinenfabrik AG (tidigare Jansse & Schmilinsky) i Hamburg i Tyskland 1913 som Schulau för Ewrführerei J.H.N. Heymann. År 1933 övertogs detta rederi av Ewerführerei und Schleppdampfer-Betrieb J.P.W. Lütgens. Hon tjänstgjorde till 1983, då hon var det sista ångfartyget i drift i Hamburg.
Hon ingår sedan 1964 i Museumshafen Oevelgönnes samling.